# نوروتوکسین

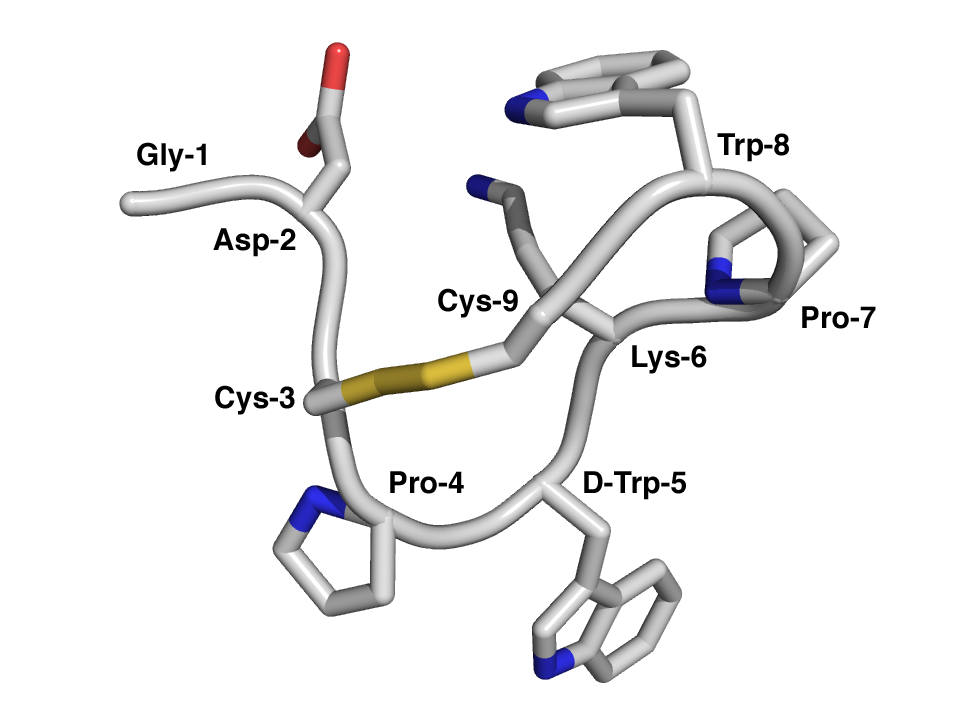
زهر فلج کننده عصبی

نوروتوکسین یا سموم عصبی ( به انگلیسی:  Neurotoxins ) نوعی از توکسین‌ها است که اثرات آن متوجه سیستم عصبی می‌شود. قدرت نوروتوکسین‌ها متفاوت است؛ و بر روی سیستم عصبی انسان اثر میگذارد. برخی از آن‌ها مثل آلدرین بسیار ضعیف است و برخی هم مانند تترودوتوکسین (TTX) ده برابر سیانور قدرت دارد و می‌تواند یک انسان بالغ را از پا دربیاورد. سم بسیاری از مارها و رتیل‌ها از نوع نوروتوکسین می‌باشد.

## ریشه واژه
واژه نوروتوکسین از دو بخش نورو، برگرفته از نام سلول‌های عصبی (نورون) و توکسین (زهر، سم) است. که ریشه در عمل کرد آن دارد و نشان‌دهنده آن است که این نوع از سموم سیستم عصبی را هدف قرار می‌دهد.

## عمل کرد
همان طور که از نام اینگونه سموم پیداست، آن‌ها با فلج کردن سیستم عصبی و یا قطع ارتباط نورون‌ها (سلول‌های عصبی) مانع رسیدن فرمان‌های مغز به بدن یا باعث فلج شدن اندام‌ها می‌شوند. نوروتوکسین ها در دوز کشنده اندام‌های حیاتی مانند قلب و شش‌ها را فلج کرده و فرد را می کشند.

## کاربرد نظامی
بسیاری از نوروتوکسین ها به عنوان سلاح شیمیایی استفاده می شوند. به عنوان مثال در جنگ ایران عراق نیروی های صدام از گاز سارین برای بمب باران برخی شهر ها استفاده کردند. هم اکنون نیز در بسیاری از کشور ها از این نوع توکسین برای ساخت سلاح های کشتار جمعی استفاده می شود و گزارش هایی بر مبنای تولید سلاح شیمیایی با بوتاکس وجود دارد.

## بوتاکس
سم بوتولینوم (Botulinum toxin) که با نام تجاری بوتاکس (Botox) در ایران معروف است از سم باکتری کلستریدیوم تهیه و برای فلج موقت عضلات تزریق می‌شود. تزریق بوتاکس پرطرفدارترین عمل زیبایی است که بدون نیاز به جراحی انجام می‌شود. با این حال بوتولینیوم توکسین یک نوروتوکسین به شدت خطرناک است که تنها ۴ گرم از آن برای نابودی نسل بشر بسنده می‌کند همین موضوع باعث به وجود آمدن بمب های بیولوژیکی با این سم شده است. همچنین بیماری بوتولیسم که از این سم به وجود می‌آید تنها یکی از فلج‌هایی است که توسط نوروتوکسین‌ها به وجود می‌آید.

## فهرست

### ۵
- ۵-یدویلاردیین
- ۵٬-دی‌هیدروکسی‌تریپتامین

### ۶
- ۶-هیدروکسی‌دوپامین

### آ
- آپامین
- آروم
- آکونیتین
- آلدرین
- آناتوکسین-ای
- آندوسولفان
- آنوناسین

### ا
- استریکنین
- اسلوتوکسین
- اسید اگزالیل‌دی‌آمینوپروپیونیک
- اقونیطون
- ام‌پی‌پی+
- ام‌پی‌تی‌پی
- اوئنانتوتوکسین
- ایبوتنیک اسید

### ب
- برومتالین

### پ
- پالیتوکسین
- پلی‌اکریل‌آمید
- پنیترم آ

### ت
- تترااتیل‌آمونیوم
- تترامتیلن‌دی‌سولفوتترامین
- تترودوتوکسین
- تری کرسیل فسفات
- توژون

### ج
- جیوه

### د
- دندروتوکسین
- دوموئیک اسید
- دی‌الدرین
- دی‌متیل جیوه

### ر
- رزینیفراتوکسین
- روتنون

### س
- ساکسیتوکسین
- سالموتوکسین
- ساماندارین
- سم بوتولینوم
- سولفوریل فلورید
- سیپرمترین
- سیکوتوکسین
- سیلیندروسپرموپسین

### ف
- فال‌کارینول
- فنول
- فیپرونیل

### ک
- کارده سرماری
- کاینیک اسید
- کربن دی‌سولفید
- کریمیدین
- کلوستریدیوم بوتولینوم
- کوئینولینیک اسید
- کورار
- کونهیدرین
- کونین
- کویسکوالیک اسید

### گ
- گاباکولین
- گینکگوتوکسین

### م
- مایتوتوکسین
- متانول

### ن
- نمرتلین
- نیکوتین

### و
- وبا
- وراتریدین

### ه
- هگزافلوروبنزن